# EWA IIId
Die Serie EWA IIId war eine Tenderlokomotivreihe der Eisenbahn Wien-Aspang (EWA) mit den Nummern 11 und 12, die eigentlich der Schneebergbahn gehörten.
Die beiden Nummern waren allerdings eine Zweitbesetzung, die davor von Mietlokomotiven besetzt worden waren. Die beiden Mietlokomotiven wurden von der MWG 1846 für die Wien–Gloggnitzer Bahn gebaut. Sie erhielten dort die Namen „SCHWECHAT“ und „WIESELBURG“, waren ab 1853 bei der k. k. Südlichen Staatsbahn, ab 1859 bei der Südbahn mit den Nummern 250 und 251, wurden 1861 in 247 und 248 umnummeriert und 1869/1870 nominell ausgeschieden. Im Jahre 1879 wurden sie von der Société Belge erworben, an die EWA für den Bahnbau vermietet und 1883 an sie verkauft. Sie erhielten dort die Nummern 11 und 12, wurden aber schon 1886 ausgemustert.
Der Vollständigkeit halber sei angeführt, dass zwei weitere Lokomotiven, ebenfalls von der MWG allerdings erst 1848 gebaut, die ursprünglichen „PRÄVALI“ und „FERLACH“ der Südlichen Staatsbahn, ab 1859 Südbahn, 1860/1861 an die GKB vermietet, von dieser 1864 angekauft und in „LIEBOCH“ (1864) und „KAINACH“ (1868) umbenannt wurden. Sie kamen 1879 in das Eigentum der Société Belge und wurden von dieser an die EWA bis 1883 vermietet. Dort wurden sie als Mietlokomotiven unter den Nummern 13 und 14 geführt.
Die beiden Maschinen der Serie EWA IIId hatten bei der Schneebergbahn die Namen „PUCHBERG“ und „SCHNEEBERG“ und die Nummern 11 und 12. Ihre Daten finden sich in der Tabelle. Beide wurden 1896 von der Lokomotivfabrik in Wiener Neustadt gebaut, bereits 1922 abgestellt und 1936 endgültig ausgemustert.